# Stephen Ettinger
Stephen Ettinger (Cashmere, 28 april 1989) is een Amerikaans mountainbiker. Hij werd in 2013 US National XC Champion en in 2014 Pan American Continental XC Champion.

## MTB
| Seizoen | Wereldbeker | Kampioenschappen | Overige                         | Totaal aantal zeges |
| ------- | ----------- | ---------------- | ------------------------------- | ------------------- |
| 2012    |             |                  |                                 | 0                   |
| 2013    |             | AK               | Mont Tremblant, Baie-Saint-Paul | 3                   |
| 2014    |             |                  | Mexico                          | 1                   |